# Parafia Nawiedzenia Najświętszej Maryi Panny w Seroczynie Siedleckim
Parafia Nawiedzenia Najświętszej Maryi Panny w Seroczynie – parafia rzymskokatolicka w Seroczynie.
Parafia erygowana w 1547. Obecny kościół parafialny neogotycki, wybudowany w latach 1909-1913. Mieści się przy ulicy Mińskiej.
Terytorium parafii obejmuje Seroczyn, Borki, Jedlinę, Kochany, Kołodziąż, Łomnicę, Rudnik Duży, Rudnik Mały oraz Żebraczkę.